# Predicaat Koninklijk
Koninklijk is een predicaat of loffelijke bijvoeging, gebruikt in een titel of eretitel.
- In België wordt het predicaat in hoofdzaak toegekend aan verenigingen die er de aanvraag voor doen en aan de voorwaarden voldoen. Ook enkele officiële instanties, meestal daterende uit de eerste jaren van het Belgisch koninkrijk, dragen het predicaat. Het wordt ook nog in enkele bijzondere hierna gemelde gevallen aangewend.
- In Nederland wordt het toegekend aan grote ondernemingen of verenigingen.

## Situatie in Nederland

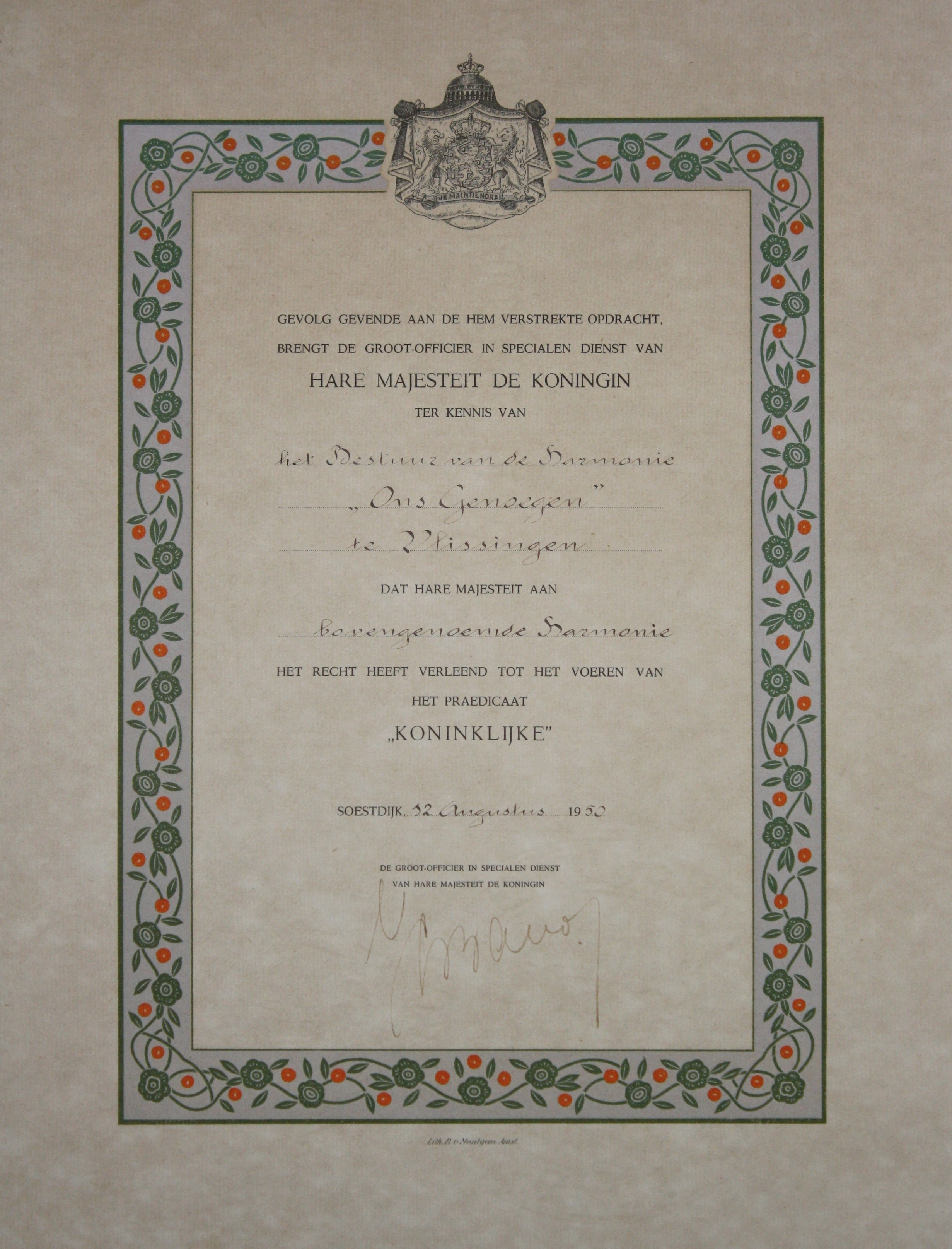
Oorkonde predicaat Koninklijke Harmonie Ons Genoegen

De kroondrager kan een bedrijf, vereniging of instelling het recht geven om het predicaat Koninklijk te voeren. Om in aanmerking te komen, moet een organisatie:
- een zeer belangrijke plaats innemen in het vakgebied
- van landelijke betekenis zijn
- (in principe) ten minste honderd jaar bestaan

Medische en financiële instellingen komen niet in aanmerking, evenals organisaties met een politieke en/of religieuze doelstelling. Een koninklijk predicaat wordt in principe voor 25 jaar toegekend, waarna bestendiging kan worden aangevraagd. Het kan ook tussentijds worden ontnomen, al komt dat niet vaak voor.
De titel 'Hofleverancier' en het bijbehorende wapenschild is bestemd voor kleine en middelgrote bedrijven met een regionale uitstraling, die minstens honderd jaar bestaan en een onberispelijke reputatie hebben.
Om in Nederland in aanmerking te komen voor het predicaat Koninklijk kan een onderneming, vereniging of instelling een verzoek indienen bij de burgemeester van de plaats van vestiging. Deze zal vervolgens informatie verzamelen bij de commissaris van de Koning(in), ministeries en de Kamer van Koophandel. Wanneer de aanvraag wordt goedgekeurd, dient de onderneming of vereniging zich te verbinden aan de 'Bepalingen betreffende het predicaat Koninklijk'. De belangrijkste verplichting is dat de gerechtigde alles na zal laten wat zijn reputatie zal schaden. Daarnaast verplicht de onderneming of vereniging zich tot het zorgvuldig bewaren van de bij de verlening uitgereikte documenten (het afschrift van de koninklijke beschikking, de oorkonde en het exemplaar van deze bepalingen). Daar staat tegenover dat de onderneming of vereniging 'Koninklijk' mag toevoegen aan de naam van de organisatie en de Koninklijke Kroon of een gestileerde versie van die kroon in het logo mag opnemen.
Het bedrijf of de vereniging dient hiervoor minimaal 100 jaar oud te zijn. De organisatie dient van onbesproken gedrag en financieel solide te zijn. Tot aan de regering van Beatrix waren er geen of weinig formaliteiten. Koningin Beatrix heeft strenge regels en procedures laten opstellen.
De toekenning van het predicaat staat op gespannen voet met het Nederlands staatsrecht, omdat het niet onder ministeriële verantwoordelijkheid valt en in een koninklijk besluit geschiedt. Met name het ontnemen van het predicaat is staatsrechtelijk een probleem, omdat hiervoor geen beroepsprocedure bestaat. Toen de Huisorde van Oranje door de Raad van State en de Hoge Raad van Adel werd besproken hebben de staatsrechtsgeleerden al opgemerkt dat de Koning zonder medewerking van zijn regering geen onderscheidingen zou mogen verlenen buiten zijn Koninklijk Huis of Hofhouding.

### Geschiedenis
Dit predicaat is geïntroduceerd door de eerste koning van Nederland, Lodewijk Napoleon, die het in 1807 toekende aan culturele instellingen.
Koning Willem I voerde na de Franse tijd het predicaat opnieuw in, maar daarbij moest dan wel aan de eisen zijn voldaan die ook nu nog worden gesteld. In 1848 verloor koning Willem II weliswaar veel macht, maar het recht tot het verlenen van het predicaat werd hem niet ontnomen. Pas koning Willem III liet een lijst opstellen van de verleende predicaten, waarmee voor het eerst een overzicht ontstond. Vanaf 1850 kregen alleen nog grotere bedrijven een predicaat. Regentes Emma verleende na het overlijden van Willem III geen predicaten. Het verlenen werd weer opgevat door koningin Wilhelmina in 1899.
De Duitse bezetter verbood tijdens de bezetting het gebruik van het predicaat "Koninklijk". Zo werd in oktober 1940 de Medaille voor trouwe dienst van de Koninklijke Zuid-Hollandsche Maatschappij tot Redding van Schipbreukelingen ingesteld door de Koninklijke Zuid-Hollandsche Maatschappij tot Redding van Schipbreukelingen. Bij de medaille en de opmaak van het besluit werd het predicaat weggelaten, na de bevrijding werd het in ere hersteld.
Koninklijke Ahold NV is een onderneming die het risico liep het predicaat te moeten inleveren vanwege een boekhoudschandaal. Op 24 juli 2006 heeft koningin Beatrix echter besloten dat Ahold het predicaat Koninklijk mag behouden.
Bij de 'unificatie' van de N.V. Koninklijke Nederlandse Petroleum Maatschappij en de Shell Transport and Trading Company Ltd tot de Royal Dutch Shell plc (sinds 2022 Shell plc) kreeg het bedrijf die bestendiging in 2005 maar voor 5 jaar. Het moest eerst maar eens laten zien dat ze het predicaat nog echt verdiende. In 2011 werd deze erkenning voor 25 jaar verlengd. Na een aflevering van Pak de Macht, die inging op diverse misstanden bij Shell en andere bedrijven, werd een petitie gestart om die bedrijven het predicaat Koninklijk af te nemen. Deze petitie werd ruim 20 duizend keer getekend en overhandigd aan het Kabinet van de Koning. In januari 2022 verloor Shell het predicaat Koninklijk, doordat het bedrijf ophield een (deels) Nederlands bedrijf te zijn.
In juli 2005 verloor Vendex KBB het predicaat als gevolg van een overname door een investeerders-consortium VDXK Acquisition BV.

## Situatie in België

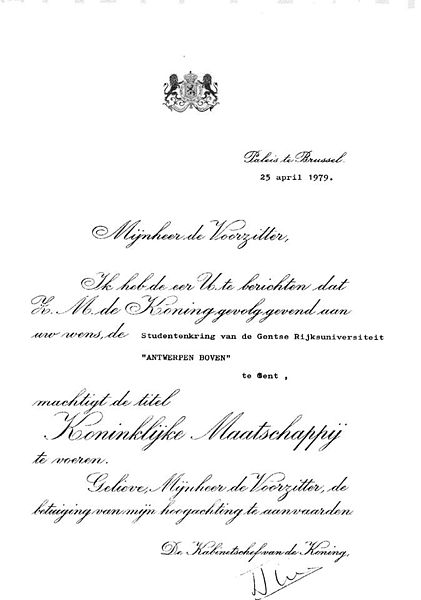
Open brief waarbij het predicaat wordt toegekend aan de Gentse studentenvereniging Antwerpen Boven

Toen op 31 juli 1950 koning Leopold III besloot om zijn koninklijke prerogatieven af te staan aan zijn oudste zoon en op termijn troonsafstand te doen, aanvaardde prins Boudewijn het regentschap en werd hij bekleed met de nieuwbedachte titel van Koninklijke Prins - Prince Royal.
De titel en functie van 'koninklijk commissaris' wordt bij bepaalde gelegenheden gebruikt om iemand te benoemen in een quasi-ministeriële functie, met als hoofdzakelijk doel over een of andere nijpende kwestie het wetgevende werk voor te bereiden. Enkele voorbeelden:
- Koninklijk commissaris voor de administratieve hervorming Louis Camu (ca. 1935)
- Koninklijk commissaris voor de hervorming van de gerechtelijke instellingen Charles Van Reepinghen (1956-1964)
- Koninklijk commissaris voor de herziening van het wetboek van strafvordering Herman Bekaert (1962-)
- Koninklijk commissaris voor ontwikkelingssamenwerking Jef Van Bilsen (1965-1956) - ook Commissaris des konings genoemd
- Koninklijk commissaris voor de hervorming van de ziekteverzekering (1975-1976) Jacques Petit
- Koninklijk commissaris voor de codificering, harmonisering en vereenvoudiging van de sociale zekerheid Roger Dillemans (1980-1985)
- Koninklijk commissaris voor de herstructurering van de nationale wetenschappelijke instellingen Herman Liebaers (1981-1983)
- Koninklijk commissaris voor de hervorming van de strafwet Robert Legros (1983-)
- Koninklijk commissaris voor het migrantenbeleid Paula D'Hondt (1989-1993)

Tijdens de moeilijke regeringsvormingen in de jaren 2007-2010 gaf het Paleis blijk van heel wat vindingrijkheid in het betitelen van personen die een taak kregen opgedragen die niet helemaal overeenstemde met de traditionele opdracht van een 'informateur', zoals:
- Koninklijk bemiddelaar: Jean-Luc Dehaene in 2007
- Koninklijk verkenner: Herman Van Rompuy in 2007 en Wilfried Martens in 2008
- Koninklijk begeleider: Wilfried Martens in 2009
- Koninklijk opdrachthouder: Jean-Luc Dehaene in 2009-2010

In België dragen enkele eerbiedwaardige officiële instellingen, waaronder een aantal federale wetenschappelijke instellingen, het predicaat 'Koninklijk'. Het wordt ook van oudsher gebruikt door middelbare scholen in het gemeenschapsonderwijs (vroeger rijksonderwijs), meer bepaald als Koninklijk Atheneum of Koninklijk Lyceum, verder ook als Koninklijk Conservatorium.
Deze toekenningen dateren al van de eerste jaren van het koninkrijk België, in navolging trouwens van wat ook Willem I met milde hand toekende. Koning Leopold I gaf even mild die toekenningen, ook aan scholen of verzorgingsinstellingen waar hij een bezoek aan had gebracht en aan wie hij zijn steun wilde betonen.
De toekenning behoort uiteraard tot de ministeriële bevoegdheden die hiervoor ook de koninklijke handtekening bekomt.
Elke vereniging kan de titel "Koninklijk" verkrijgen, met als eerste voorwaarde dat ze minstens 50 jaar bestaat. Er wordt daarnaast ook met andere criteria rekening gehouden (zoals: goed beheer, niet-winstgevende doel dat wordt nagestreefd, vitaliteit en bestendigheid van de vereniging).
De eretitel wordt toegekend na een verkregen gunstig advies van de bevoegde minister en de provinciegouverneur en wordt over het algemeen met een plechtigheid bezegeld die wordt gehouden door de gouverneur van de provincie waar de vereniging haar zetel heeft.

## Organisaties met het predicaat Koninklijk
- Lijst van organisaties met het predicaat Koninklijk in België
- Lijst van organisaties met het predicaat Koninklijk in Nederland